# 올림픽 스켈레톤 메달리스트 목록
다음은 올림픽 스켈레톤의 메달리스트 목록이다.

## 남자

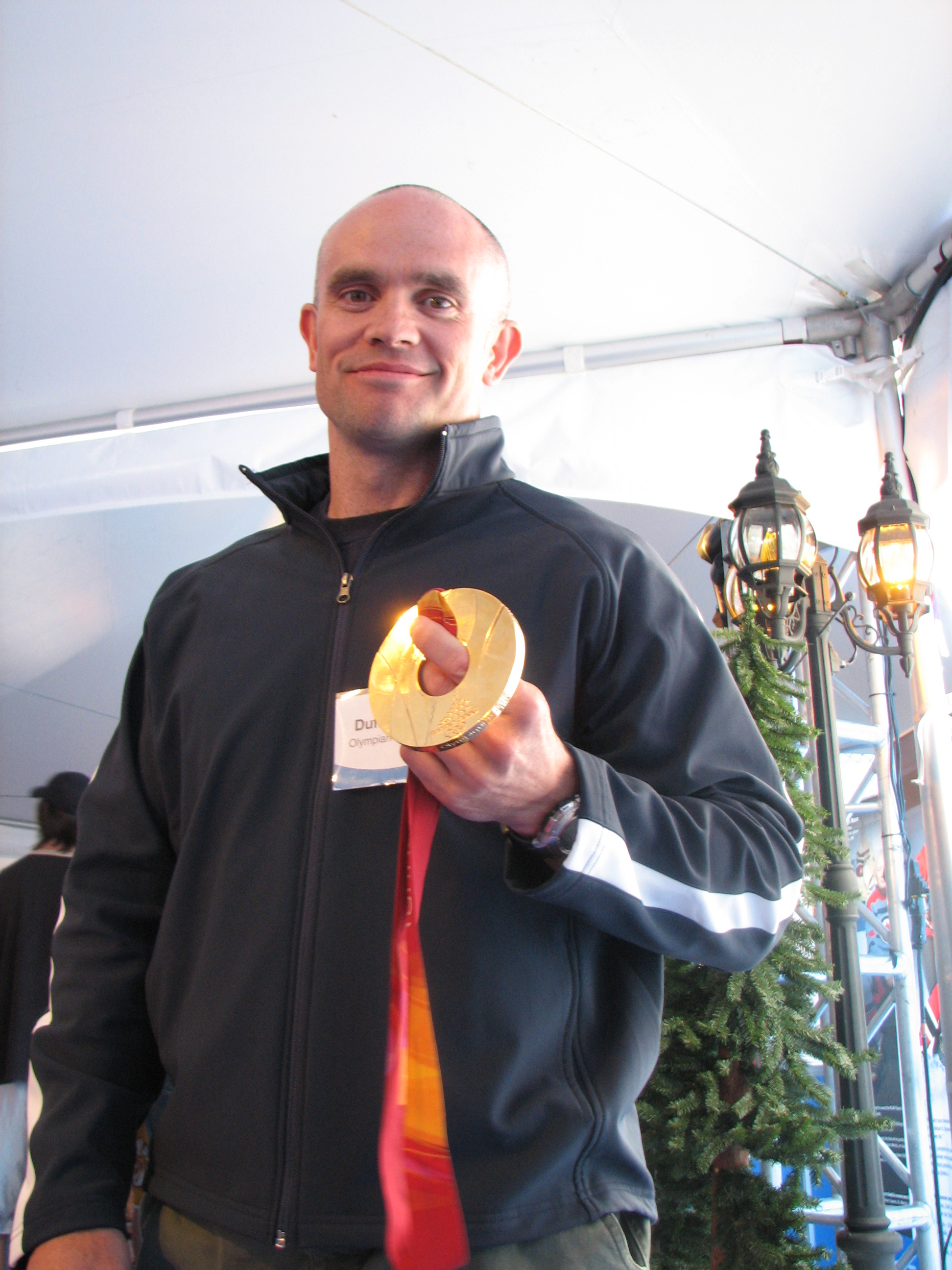
더프 깁슨은 캐나다 최초의 스켈레톤 올림픽 금메달리스트이자 역대 최고령 동계 올림픽 금메달리스트이다.

| 종목                       | 금                               | 은                              | 동                               |
| -------------------------- | -------------------------------- | ------------------------------- | -------------------------------- |
| 1928 장크트모리츠 자세히   | 제니슨 히턴 · 미국               | 존 히턴 · 미국                  | 데이비드 카네기 · 영국           |
| 1948 장크트모리츠 자세히   | 니노 비비아 · 이탈리아           | 존 히턴 · 미국                  | 존 크래먼드 · 영국               |
| 2002 솔트레이크시티 자세히 | 지미 셰이 · 미국                 | 마르틴 레틀 · 오스트리아        | 그레고어 슈탈리 · 스위스         |
| 2006 토리노 자세히         | 더프 깁슨 · 캐나다               | 제프 페인 · 캐나다              | 그레고어 슈탈리 · 스위스         |
| 2010 밴쿠버 자세히         | 존 몽고메리 · 캐나다             | 마르틴스 두쿠르스 · 라트비아    | 알렉산드르 트레티야코프 · 러시아 |
| 2014 소치 자세히           | 알렉산드르 트레티야코프 · 러시아 | 마르틴스 두쿠르스 · 라트비아    | 매슈 앤트완 · 미국               |
| 2018 평창 자세히           | 윤성빈 · 대한민국                | 니키타 트레구보프 · 러시아 출신 | 돔 파슨스 · 영국                 |
| 2022 베이징 자세히         | 크리스토퍼 그로테어 · 독일       | 악셀 융크 · 독일                | 옌원강 · 중화인민공화국          |

## 여자

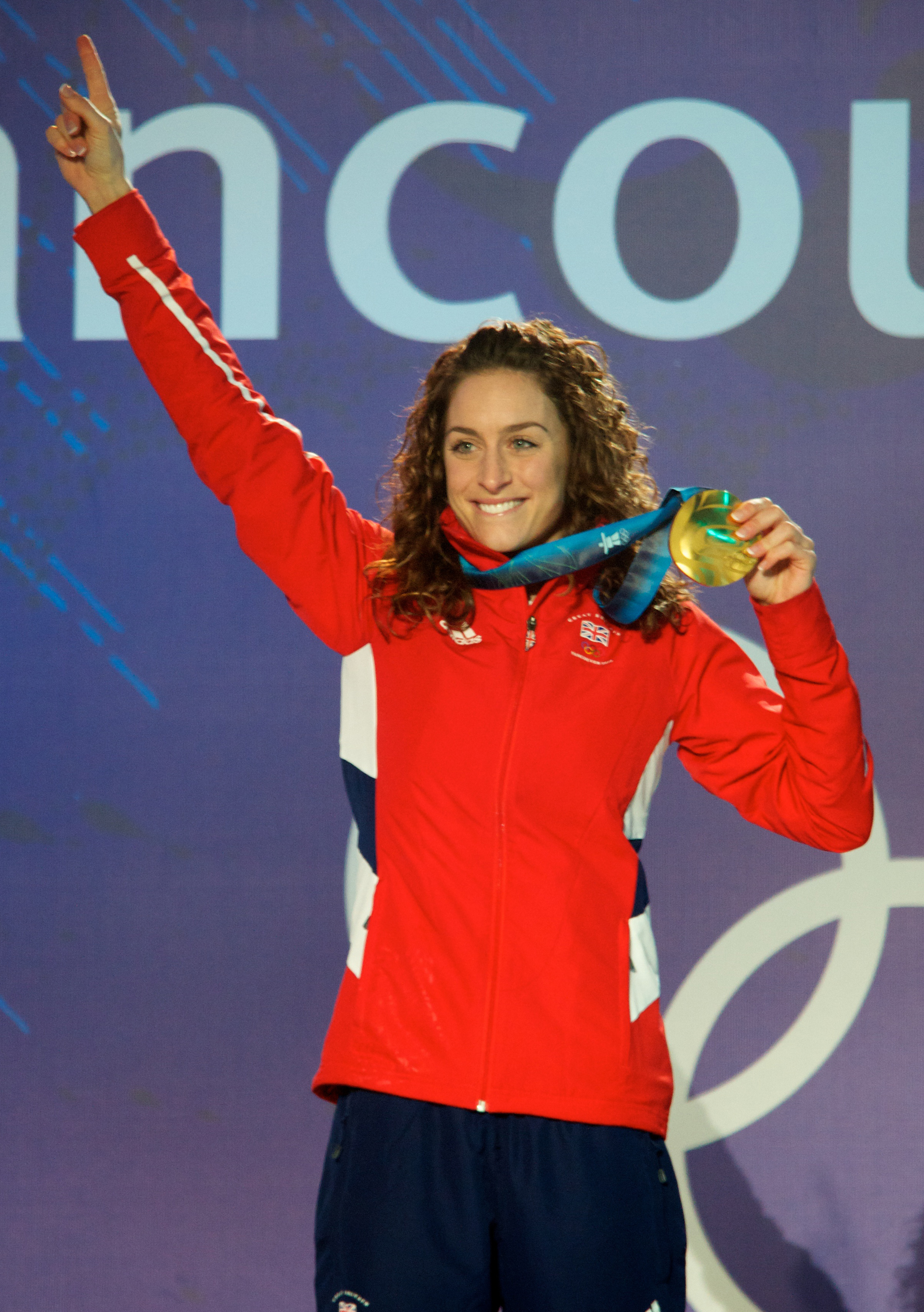
에이미 윌리엄스는 영국 최초의 스켈레톤 올림픽 금메달리스트이자 1980년 이후 처음으로 동계 올림픽 개인전 금메달리스트가 된 영국 선수이다.

| 종목                       | 금                     | 은                         | 동                         |
| -------------------------- | ---------------------- | -------------------------- | -------------------------- |
| 2002 솔트레이크시티 자세히 | 트리스턴 게일 · 미국   | 리 앤 파슬리 · 미국        | 앨릭스 쿰버 · 영국         |
| 2006 토리노 자세히         | 마야 페데르센 · 스위스 | 셸리 러드먼 · 영국         | 멀리사 홀링스워스 · 캐나다 |
| 2010 밴쿠버 자세히         | 에이미 윌리엄스 · 영국 | 케르스틴 심코비아크 · 독일 | 아냐 후버 · 독일           |
| 2014 소치 자세히           | 리지 야널드 · 영국     | 노엘 피커스페이스 · 미국   | 옐레나 니키티나 · 러시아   |
| 2018 평창 자세히           | 리지 야널드 · 영국     | 자클린 뢸링 · 독일         | 로라 디스 · 영국           |
| 2022 베이징 자세히         | 하나 나이제 · 독일     | 재클린 내러콧 · 뉴질랜드   | 킴벌리 보스 · 네덜란드     |

## 같이 보기
- IBSF 세계 선수권 대회 (봅슬레이 및 스켈레톤)

## 참조
- Results and Medalists. Olympic.org. 국제 올림픽 위원회.